# Leonid Borissowitsch Kogan

Leonid Kogan und Maria Callas

Leonid Borissowitsch Kogan (russisch Леонид Борисович Коган, wiss. Transliteration Leonid Borisovič Kogan; * 14. November 1924 in Jekaterinoslaw; † 17. Dezember 1982 in Mytischtschi in einem Zug auf der Reise von Moskau nach Jaroslawl) war ein sowjetischer Violinvirtuose jüdisch-ukrainischer Abstammung.

## Leben und Wirken
Leonid Kogan repräsentierte neben Mischa Elman, Jascha Heifetz und David Oistrach, die russisch-jüdische Tradition des Violinspiels.
Im Alter von sieben Jahren erhielt er bei Vladimir Jampolski seinen ersten Unterricht. Als er zehn Jahre alt war, zog die Familie nach Moskau um, wo er in die Begabtenklasse von Abraham Jampolski aufgenommen wurde.
Er besuchte alle Konzerte von Jascha Heifetz 1934 in Moskau und sah in ihm den idealen Künstler.
Jacques Thibaud hörte ihn 1936 während eines Aufenthaltes in Moskau und sagte ihm eine große Karriere voraus.
1947 nahm er in Prag am Jugend-Musikwettbewerb teil, den er mit dem Violinkonzert von Brahms gewann.
Den Königin-Elisabeth Wettbewerb in Brüssel gewann er im Jahr 1951 mit dem ersten Konzert von N. Paganini, wobei er die Kadenzen von Sauret spielte.
Er besaß ein sehr breites Repertoire von Locatelli, über Bach, Mozart, Mendelssohn, Beethoven, Brahms, bis zu Berg, Khachaturian und Shostakovich.
Joachim W. Hartnack schrieb über seine Kunst: „Sein Spiel war von einer kaum zu übertreffenden Klarheit, rhythmischen und agogischen Genauigkeit, Schönheit der Artikulation und Durchsichtigkeit in der Zeichnung musikalischer Figuren, ...“
Er starb an einem Herzinfarkt nahe der Stadt Mytischtschi während einer Zugreise nach Jaroslawl mit seinem Sohn Pawel Leonidowitsch Kogan zu einem beabsichtigten gemeinsamen Konzert. Er gab auch zahlreiche gemeinsame Konzerte mit seiner Tochter, der Pianistin Nina Kogan. Seine Frau war die Geigerin Jelisaweta Gilels, die Schwester des Pianisten Emil Gilels.
Zu Kogans Schülern zählen Oleg Kagan, Viktoria Mullova, Valery Gradow und Alexandre Brussilovsky.
Sein Grab befindet sich auf dem Moskauer Nowodewitschi-Friedhof.